# Torre Edmundo Pérez Zujovic
Torre Edmundo Pérez Zujovic (también llamada popularmente «torre Coca-Cola») es un edificio ubicado en la ciudad de Antofagasta, Chile.

## Historia
Fue diseñada por los arquitectos Ricardo Pulgar y Sergio Gaete y construida entre los años 1972 a 1977 por Eduardo Vigil, con el financiamiento de la Caja de Empleados Particulares de Antofagasta. Se inauguró 12 de octubre de 1978, siendo por entonces el segundo edificio más alto del país, detrás del Edificio Santiago Centro, inaugurado aquel mismo año.
El edificio de 92 m cuenta con 135 departamentos distribuidos en 24 pisos, además de poseer dos ascensores y un helipuerto en su azotea. En su base posee un supermercado de la cadena Unimarc.
Es asignada con su epónimo en honor al empresario y político antofagastino Edmundo Pérez Zujovic. En 1995 se instaló en su parte superior un letrero luminoso de Coca-Cola, con lo cual el edificio pasó a ser conocido popularmente como la torre Coca-Cola.
El año 2013 fueron reparados los ascensores del edificio, como parte de las obras en conmemoración de los 35 años de su inauguración. En el año 2014 se realizó el recambio del letrero luminoso (que llevaba años sin funcionar) por otro del tipo estático.